# إي إم يو آي
EMUI إي إم يو آي 10، المعروفة سابقًا باسم Emotion UI، عبارة عن واجهة مستخدم مخصصة تستند إلى أندرويد تم تطويرها بواسطة هواوي لأجهزة الجوّال. تم تثبيت إصدار جديد من Magic UI مسبقًا على أجهزة اونور التابعة لشركة هواوي.

## التاريخ
في 30 ديسمبر 2012، قدمت Huawei Emotion UI 1.0، استنادًا إلى أندرويد 4.0. يتميز بتطبيق مساعد صوتي (فقط بالصينية) وشاشات منزلية قابلة للتخصيص وتبديل السمات. طرحت الشركة ملفات التثبيت لـ Ascend P1 من خلال موقعها على الويب. تدعي الشركة أنها «ربما تكون النظام الأكثر عاطفية في العالم».
في 4 سبتمبر 2014، أعلنت الشركة عن EMUI 3.0، إلى جانب Ascend Mate 7 في حدث ما قبل معرض إيفا برلين في برلين. كانت واجهة المستخدم منذ ذلك الحين تسمى "EMUI" بدلاً من "Emotion UI". يضم متجر تطبيقات جديد (للأسواق الصينية).
في أواخر عام 2015، أطلقت Huawei EMUI 4.0، مع واجهة أعيد تصميمها استنادًا إلى أندرويد 6.0، إلى جانب Huawei Mate 8.
في عام 2016، تم تقديم EMUI 5.0 مع Huawei Mate 9.
في عام 2017، تمت إزالة جميع صور روم على الموقع الرسمي. تقول هواوي أنها ستوفر «خدمة تحديث أكثر ملاءمة».
في أواخر عام 201، إلى جانب هواوي ميت 10، تم إطلاق EMUI 8.0، وتخطى EMUI 6.0 و 7.0 للتوافق مع إصدار نظام التشغيل أندرويد 8 الذي يستند إليه EMUI 8. تلقى هذا الإصدار انتقادات بسبب تنفيذه غير الكامل لميزات أندرويد 8.
كشفت هواوي النقاب عن EMUI 9.0 في معرض الإلكترونيات الاستهلاكية الألماني معرض إيفا برلين في 2018. يستند هذا الإصدار من EMUI إلى أندرويد بي. تتضمن الميزات والتحسينات الجديدة نظامًا جديدًا للتنقل بالإيماءات، ونقل العديد من الميزات إلى الجزء السفلي من الشاشة لتسهيل الاستخدام بيد واحدة، وصفحة الإعدادات المعاد تنظيمها. أول ما ستلاحظه مع الواجهة الجديدة هو التحسين الكبير في أداء النظام فهو أسرع وأخف من ذي قبل في الأداء خاصةً على الهواتف الرائدة من الشركة والتي تستخدم الذكاء الاصطناعي لتحسين الأداء العام وأداء البطارية أيضاً. النظام الجديد يحتوي أيضاً على الإيماءات للتنقل في النظام مثل السحب لأعلى للوصول إلى الشاشة الرئيسية والسحب من أقصى اليمين أو أقصى اليسار للرجوع للخلف والسحب من الأسفل لأعلى مع الوقوف للانتقال إلى وضع تعدد التطبيقات، كل تلك هي اختصارات جيدة وتُعطيك تجربة استخدام مُختلفة وأسرع مُقارنةً بتلك الموجودة في هواتف أندرويد ذات الواجهات التقليدية. مع نظام تشغيل EMUI 9.1 ستحصل على نظام ملفات جديد كلياً وهو EROFS والذى يوفر زيادة في سرعة القراءة العشوائية تُقدر بثلاثة أضعاف تلك التي تستطيع الحصول عليها مُقارنة بنظام الملفات المُستخدم في الهواتف الأخرى. بالإضافة إلى زيادة تُقدر بنسبة 10 بالمائة في تشغيل التطبيقات، كما أن نظام الملفات ذلك قام بتخفيض المساحة المُستهلكة من ملفات النظام بنسبة 20 بالمائة.
تم الإعلان عن EMUI 10، المستند إلى أندرويد10 ، في 9 أغسطس 2019 في مؤتمر مطوري هواوي 2019. تم إصدار الإصدار التجريبي من EMUI 10 في 8 سبتمبر 2019، وتم إصداره لأول مرة للهواتف الذكية الرائدة P30 وP30 Pro من هواوي. واجهة إي إم يو آي 10 الجديدة ستضم تصميم جديد لشريط الإشعارات وواجهة المستخدم وكذلك التأثيرات التي تحدث عند التعامل مع النظام، أول ما يمكنك ملاحظته هو أن المساحات أصبحت أوسع، الأيقونات أصبحت أكبر والتتنسيق أصبح أفضل بشكل عام، هذا من ناحية، من ناحية أخرى فالتنقل عبر أرجاء النظام سيكون أفضل وأكثر سلاسة في الإصدار الجديد، كذلك فمنطقة الإشعارات قد حصلت على تصميم مشابه لتصميم واجهة OneUI الخاصة بسامسونج، وهو أمر ليس بسيء على الإطلاق. دعمت هواوي الوضع المظلم ضمن أرجاء النظام من خلال واجهة EMUI 10 وهي ميزة موجودة أيضًا في نظام أندرويد 10 الذي تحمله الواجهة معها ضمن التحديث لكن هواوي قد ضبطت الوضع المظلم بشكل خاص للنظام لتجعل اللون الأسود يتكامل مع الإضاءة في ظروف مختلفة ومتنوعة. هواوي ستقدّم إعادة تصميم وإعادة هيكلة لتطبيق الكاميرا ضمن الواجهة الخاصة به كذلك سيتيح لك التصميم الجديد للتطبيق شريط تقريب Zoom Slider والذي يمكنك للتقريب للأمام بشكل أكثر دقة وسلاسة هذا إلى جانب قدوم التطبيق مع 11 فيلتر جديد يمكنك وضعهم أثناء التصوير بشكل مباشر أثناء استخدام التطبيق.

## تاريخ النسخة
| الإصدار                  | نسخة أندرويد           | سنة الإصدار | الإصدار المستقر الأخير |
| ------------------------ | ---------------------- | ----------- | ---------------------- |
| واجهة مستخدم المشاعر 1.x | أندرويد 2.3 - 4.3      | 2012        | 1.6                    |
| واجهة مستخدم المشاعر 2.x | أندرويد 4.2 - 4.4      | 2013        | 2.3                    |
| EMUI 3.x                 | اندرويد 4.4 - 5.1      | 2014        | 3.1                    |
| EMUI 4.x                 | أندرويد مارشميلو (6.0) | 2015        | 4.1                    |
| EMUI 5.x                 | أندرويد نوجا (7.x)     | 2016        | 5.1.1                  |
| EMUI 8.x [A]             | أندرويد أوريو(8.x)     | 2017        | 8.2                    |
| EMUI 9.x                 | أندرويد بي(9.0)        | 2018        | 9.1                    |
| EMUI 10.x                | أندرويد 10 (10.0)      | 2019        | 10.1                   |

| A EMUI 8.0 was launched skipping EMUI 6.0 and 7.0 to match the Android version. |